# Nevada State Route 28
Nevada State Route 28 (ook SR 28 of North Shore Road (in Douglas en Carson City) en Tahoe Boulevard (in Washoe)) is een 26 kilometer lange state route in de Verenigde Staten, die van U.S. Route 50 naar de grens van Nevada met Californië loopt. De state route loopt door Douglas County, Carson City en Washoe County. Ook is een deel van de state route gelegen in Lake Tahoe Nevada State Park. State Route 28 begint bij een T-splitsing met U.S. Route 50 en loopt langs Lake Tahoe door Carson City en Incline Village-Crystal Bay naar de grens tussen Nevada en Californië, waar de weg verdergaat als California State Route 28. Gemiddeld rijden er dagelijks (afhankelijk van de locatie) tussen de 5.100 en 12.000 voertuigen over State Route 28 (2013). De state route is over zijn gehele lengte een geasfalteerde tweebaansweg.
State Route 28 en een deel van U.S. Route 50 vormen samen een 45 kilometer lange National Scenic Byway met de naam "Lake Tahoe - Eastshore Drive". Langs de weg bevindt zich naast uitzichten over Lake Tahoe ook de Ponderosa Ranch uit de televisieserie Bonanza. Van eind jaren 60 tot 2004 bevond zich daar een gelijknamig themapark. Langs State Route 28 bevinden zich eveneens hotels, campings en een golfbaan. Voordat de state route in 1996 een National Scenic Byway werd was de weg al sinds 7 juni 1994 zonder het deel van de U.S. Route 50 een Nevada Scenic Byway.
De weg verscheen in 1948 voor het eerst op de kaart als state route en was op dat moment verhard. Sindsdien is het nummer van de state route ongewijzigd gebleven.